# رنه بیلون
رنه بیلون (انگلیسی: René Billon؛ ۲ اوت ۱۹۳۱ – ۲۰ اکتبر ۲۰۲۰) بازیکن فوتبال اهل فرانسه بود.
از باشگاه‌هایی که در آن بازی کرده‌است می‌توان به باشگاه فوتبال رن اشاره کرد.